# Union Township (comté de Crawford, Missouri)
Pour les articles homonymes, voir Union Township.
Union Township est un ancien township  du comté de Crawford dans le Missouri, aux États-Unis,.
Le township était aussi connu, jusqu'aux années 1870, sous le nom de Watkins Township.

### Source de la traduction
- (en) Cet article est partiellement ou en totalité issu de l’article de Wikipédia en anglais intitulé « Union Township, Crawford County, Missouri » (voir la liste des auteurs).